# Rubídium-hidrogén-karbonát
A  rubídium-hidrogén-karbonát a szénsav rubídiumsója, képlete RbHCO3.

## Előállítása
Előállítható úgy, hogy rubídium-karbonát vizes oldatába  szén-dioxidot vezetnek:
{\displaystyle \mathrm {Rb_{2}CO_{3}+CO_{2}+H_{2}O\longrightarrow 2\ RbHCO_{3}} }
vagy ha rubídium-hidroxidot és dimetil-karbonátot reagáltatnak egymással, ekkor a keletkező rubídium-metil-karbonát vízben oldva rubídium-hidrogén-karbonáttá és metanollá hidrolizál:
{\displaystyle \mathrm {RbOH+(CH_{3})_{2}CO_{3}\longrightarrow Rb(CH_{3})CO_{3}+CH_{3}OH} }
{\displaystyle \mathrm {Rb(CH_{3})CO_{3}+H_{2}O\longrightarrow RbHCO_{3}+CH_{3}OH} }

## Tulajdonságai
Monoklin kristályokat alkot, ezek tércsoportja C2/m. Rácsállandói: a = 1473,5 pm, b = 582,02 pm, c = 403,67 pm és β = 104,408°, elemi cellájában négy ionpár található.
Szobahőmérsékleten dimer, mivel a hidrogén-karbonát-ionok közt hidrogénkötés jön létre és [H2C2O6]2− ionok keletkeznek.
245 K hőmérsékleten fázisátmenet következik be, alacsony hőmérsékleten kristályszerkezete triklin.
A rubídium-hidrogén-karbonát a kálium-hidrogén-karbonáttal elegykristályokat alkot.
Hevítés hatására rubídium-karbonátra, vízre és szén-dioxidra bomlik:
{\displaystyle \mathrm {2\ RbHCO_{3}\longrightarrow Rb_{2}CO_{3}+H_{2}O+CO_{2}\uparrow } }
Vizes oldatát rubídium-perjodáttal lassan bepárolva rubídium-ortoperjodát és szén-dioxid keletkezik belőle:
{\displaystyle \mathrm {RbHCO_{3}+RbIO_{4}+H_{2}O\longrightarrow Rb_{2}H_{3}IO_{6}+CO_{2}\uparrow } }

## Fordítás
Ez a szócikk részben vagy egészben  a   Rubidiumhydrogencarbonat című német Wikipédia-szócikk ezen változatának fordításán alapul.  Az eredeti cikk szerkesztőit annak laptörténete sorolja fel. Ez a jelzés csupán a megfogalmazás eredetét és a szerzői jogokat jelzi, nem szolgál a cikkben szereplő információk forrásmegjelöléseként.